# Casa Cassol
Casa Cassol és una edificació de Vilalba dels Arcs (Terra Alta) inclosa a l'Inventari del Patrimoni Arquitectònic de Catalunya.

## Descripció
La casa Cassol és situada al carrer de Sant Antoni, 15. És un edifici d'estructura medieval de planta baixa i primer pis. A la façana, de carreus i paredat parcialment arrebossat, s'obre una portada d'arc de mig punt. La part posterior, situada a una cota inferior, està constituïda de planta baixa i dues plantes pis. És possible que originalment funcionés com tancament de la vila, ja que vorejant el carrer es troben les portes d'accés al nucli urbà i alguns contraforts.